# Kumatarō Kido et Yagorō Tani
Kumatarō Kido (城戸 熊太郎, Kido Kumatarō, c.1857-1893) et Yagorō Tani (谷 弥五郎, Tani Yagorō) sont des tueurs à la chaîne japonais, assassins de 11 personnes dont un nourrisson, le 25 mai 1893, à Chihaya Akasaka (nom du lieu depuis la deuxième moitié du 20e siècle), tuerie appelée Kawachi Jūningiri (河内十人斬り) en japonais. Les raisons de ces meurtres sont à la fois affectives et financières. L'épouse de Kido l'a quitté pour un nommé Torajirō Matsunaga, dont le frère, Denjirō, l'a escroqué et agressé. En compagnie d'un élève nommé Tani Yagorō, Kido décide de tuer la famille Matsunaga. Ils préparent fusils et sabres et le 25 mai 1893 attaquent la maison de Denjirō et tuent quatre personnes. Ils attaquent ensuite la maison du fils de Denjirō et tuent cinq personnes. Ils tuent aussi son ancienne conjointe et sa mère. Cependant, ils ne sont pas en mesure de tuer Torajirō Matsunaga. Ils se suicident après les meurtres et leurs restes sont découverts le 7 juin.
Le roman Kokuhaku du chanteur punk rock japonais Kō Machida, est basé sur cette affaire,.

## Source de la traduction
- (en) Cet article est partiellement ou en totalité issu de l’article de Wikipédia en anglais intitulé « Kumatarō Kido and Yagorō Tani » (voir la liste des auteurs).